# 金善貨
金善貨（韓語：김선화，1991年1月7日—），韓國女子手球運動員，現為韓國國家女子手球隊隊員。

## 簡歷
2011年，金善貨代表韓國出戰巴西舉行的世界女子手球錦標賽。